# Stryków
Stryków é um município da Polônia, na voivodia de Łódź e no condado de Zgierz. Estende-se por uma área de 8,15 km², com 3 473 habitantes, segundo os censos de 2016, com uma densidade de 426,1 hab/km².